# 旗县并存
旗县并存也称存旗设县，是历史上曾存在于今中华人民共和国管辖的黑龙江、吉林、辽宁、青海、内蒙古、新疆等省区的一种行政区划设置模式。作为清代和中华民国大陆时期所推行蒙汉分治政策的产物，以“蒙不归县、汉不属旗”为原则，在保留同一区域“旗”区划的基础上设置“县”以管辖迁入的汉人。旗县并存在满洲国时期和中共建政之后逐渐消失，截至2020年4月，青海、新疆、黑龙江、吉林、辽宁等省区已不存在旗这一县级行政区划，内蒙古自治区则现存49个旗和3个自治旗。

## 背景
后金征服漠南蒙古后，将蒙古贵族的领地整合为盟旗进行管辖，旗作为军政合一的封建领地禁止随意变更。随着满清入关，清廷在沿用明制统治中国的同时，将长城一线划为禁地，进行种族隔离，确保其统治。此时因人口压力不大，不存在杂居的情况，内地只有少数农民到蒙古，工作完返回，称为“雁行人”。

## 发端
随着康熙、雍正年间中原地区人口急剧膨胀，大量破产农民涌入长城以北的蒙古牧区。清世宗时开始在察哈尔设“口北三廳”，雍正二年（1724年）置张家口厅，十年置多伦诺尔厅，十二年置独石口厅，併與直隸省宣化府，同屬於直隸省管轄的口北道。旗厅并存政策正式开始施行。此后清高宗于乾隆元年（1736年）设置清水河直隶厅、六年（1741年）设置归绥道直属山西省管辖。

## 加速
鸦片战争后，满清朝廷不断割地赔款，内忧外患不断，财政逐渐破产，为了维持其摇摇欲坠的统治。慈禧太后在光绪二十七年（1901年）假清德宗名义发布“变法”上谕，开始推行“新政”。作为新形势下的重要内容，清廷以国家发布命令的形式实行移民实边，通过大量丈放属于蒙古各盟旗的土地，改变原有对蒙古的封禁政策，官垦蒙地，向关内广大无地农民招垦。此后随着汉族农民的增加，清朝在内蒙古增设了大量的厅和县，形成旗县并存的局面。截至光绪三十一年（1905年），山西省归绥道已管辖归化城厅、绥远城厅、萨拉齐厅、清水河厅、托克托厅、和林格尔厅、丰镇厅、宁远厅、兴和厅、陶林厅、武川厅、五原厅和东胜直隶厅，实质上形同领有后来的中华民国绥远省全境。
光绪三十三年（1907年），清廷正式改东北三将军为行省，紧邻东北之内蒙古东部旗地同时改隶新省，其中开鲁、林西等地已完成设府置县。在原属热河都统、察哈尔都统辖地的赤峰直隶州、多伦诺尔厅等地也大量招民放垦。

## 顶峰
辛亥革命后满清垮台，外蒙古最终宣告独立。中华民国成立后，出于边疆形势安危，北洋政府强化了对蒙地的管制，除先后设置绥远、察哈尔、热河等特别区域外，更多的汉县和具有准县性质的设治局在旗地上被建立起来，范围也由原本的内蒙古地区和东北地区扩展至新疆、青海、宁夏等省份。由于内蒙古王公大量出售旗地使牧民无处安居，一味推进牧地放垦导致牧草减少和土地荒漠化，此时期产生了较为激烈的、以反抗放垦为目标的蒙汉冲突。而在九一八事变后，王公内部产生分裂，以德穆楚克栋鲁普为代表的亲日派开始谋求通过日本力量使内蒙古脱离国民政府获得自治甚至独立，此举招致中国国民党和国民政府的强烈不满和戒备，为日后德穆楚克栋鲁普全面投向日本、建立一系列傀儡政权埋下伏笔。

## 终结
1931年九一八事变爆发后，日本扶植溥仪成立满洲国。出于巩固殖民统治的需要，满洲国撤销了部分县，并将被撤销的县辖地划归原旗或就近改隶蒙旗，而原来的王公也因蒙地奉上失去了权力。
1936年，德穆楚克栋鲁普倒向日本，尽管县未被废止，但巴彦塔拉、察哈尔等盟的建立，使县也受到蒙疆联合自治政府约束。
抗日战争胜利后，国民政府重新划定东北九省，但该计划大多只停留在纸面上，更因撤守台湾而失去实际效力。与此同时，中国共产党通过与境内蒙古族的合作，除制定民族区域自治制度、建立内蒙古自治区外，还通过设置名义上的旗县联合政府，开辟并巩固了对旗的统治，并在建政后陆续以行政区划调整的形式合并旗县，解决旗县并存问题。

## 旗县名称对照表
以下是现存各旗县历史上对应（或联合）的旧有名称，其中加粗字体为现存旗县：
- 巴林左旗与林东县
- 翁牛特旗与乌丹县/全宁县
- 克什克腾旗与经棚县
- 敖汉旗与新惠县
- 察哈尔右翼中旗与陶林县
- 太仆寺旗与宝昌县
- 郭尔罗斯后旗与肇源县
- 杜尔伯特县与泰康县
- 乌拉特前旗与安北县

### 引用
1. ↑  《清史稿·卷五十四·志二十九·地理一·直隶》
2. ↑  《清史稿·卷六十·志三十五·地理七·山西》
3. ↑  段世雄. . 《中共党史研究》. 2022, (1): 23–35.